# National Gallery of Art
Die National Gallery of Art (NGA; deutsch Nationale Kunstgalerie) ist ein US-amerikanisches Kunstmuseum in Washington, D.C.
Das Museum besteht aus zwei Gebäuden, dem Ostgebäude und dem Westgebäude. Beide befinden sich an der National Mall und werden durch einen unterirdischen Tunnel miteinander verbunden. Die National Gallery of Art ist nicht Teil der Smithsonian Institution, die die sonstigen staatlichen Museen in Washington, D.C. umfasst.

## Geschichte
Die National Gallery of Art wurde 1937 vom Kongress in Auftrag gegeben, um die gespendete Kunstsammlung von Andrew W. Mellon unterzubringen. Am 17. März 1941 eröffnete das Museum.
2009 verzeichnete die National Gallery of Art 4,6 Millionen Besucher.

### Direktoren
- 1938–1956: David E. Finley, Jr.
- 1956–1969: John Walker
- 1969–1992: J. Carter Brown
- 1992–2019: Earl A. Powell III
- seit März 2019: Kaywin Feldman

## Sammlung
Im Jahr 2020 kaufte die National Gallery of Art mit dem Werk Target. I See Red von Jaune Quick-to-See Smith das erste von einem Native American geschaffene Werk für die Sammlung an.

### Westgebäude

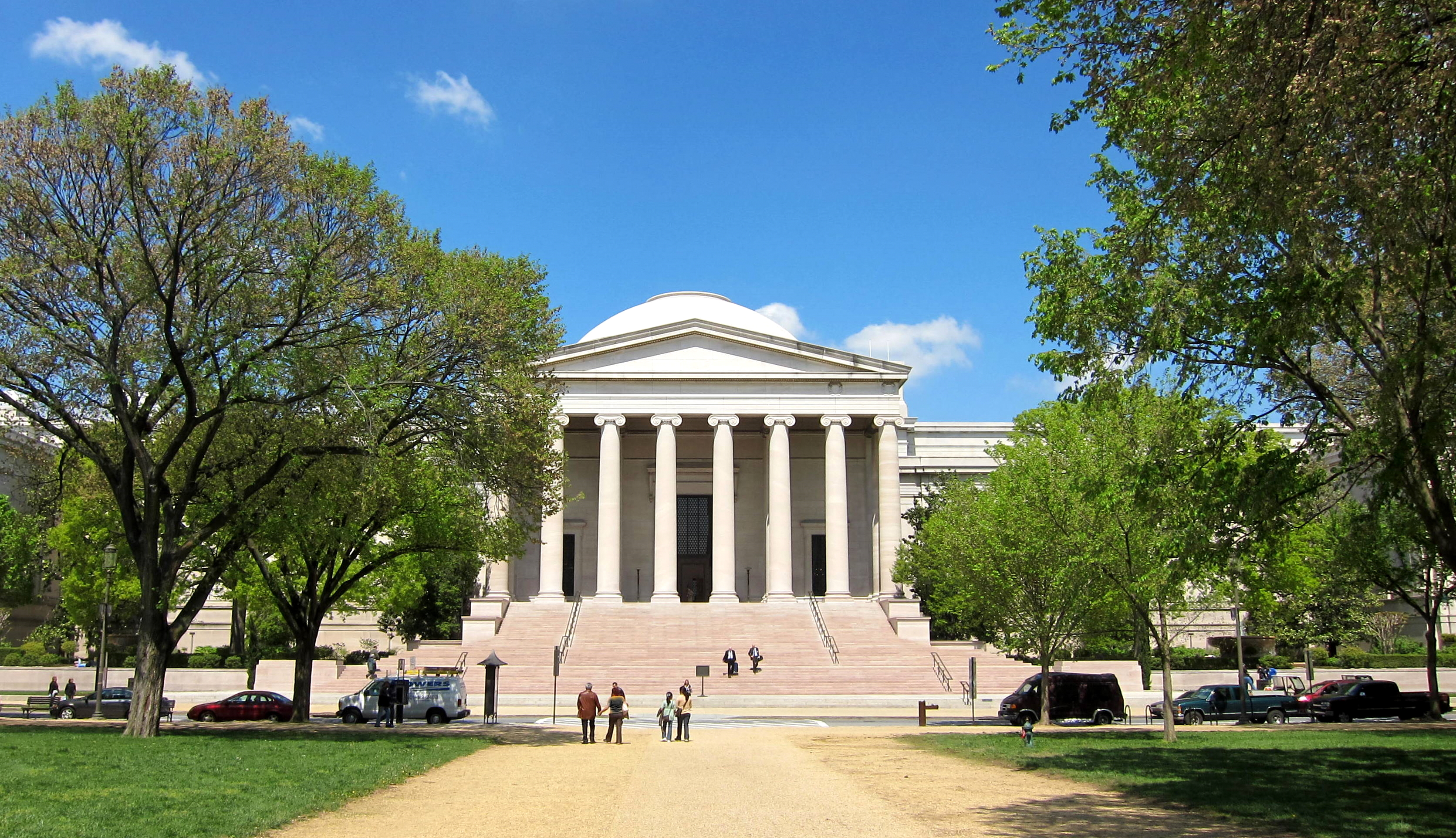
National Gallery of Art, NGA, West Building (2010)

Der neoklassizistische Entwurf des Westgebäudes (West Building) stammt von dem Architekten John Russell Pope und orientiert sich mit Grundriss, Portikus und offener Kuppel am Pantheon in Rom.
Im Westgebäude (West Wing) befindet sich eine umfangreiche Sammlung von Bildern und Skulpturen großer europäischer Künstler vom Mittelalter bis ins späte 19. Jahrhundert sowie amerikanischer Künstler vom 18. Jahrhundert bis in die Frühzeit des 20. Jahrhunderts. Höhepunkte der Sammlung sind Gemälde von Jan van Eyck, Raffael, Tizian, Vermeer, Rembrandt, Monet, Van Gogh sowie das einzige weitgehend anerkannte Gemälde Leonardo da Vincis auf dem amerikanischen Kontinent, das Bildnis der Ginevra Benci.

### Ostgebäude
Der ebenfalls geometrische Entwurf des Ostgebäudes (East Building) stammt von Ieoh Ming Pei. Dieses wurde 1978 eröffnet. 1999 wurde ein angrenzender Skulpturengarten eröffnet.
Die Sammlung im Ostgebäude konzentriert sich auf moderne und zeitgenössische Kunst. Darunter befinden sich Werke von Picasso, Matisse, Jackson Pollock, Andy Warhol, Max Beckmann, Barnett Newman und Alexander Calder. Im Ostgebäude befindet sich auch das Hauptbüro des Museums.
Die im Skulpturengarten ausgestellten Skulpturen umfassen u. a. Werke von Joan Miró, Louise Bourgeois und Roy Lichtenstein.
Das Ostgebäude bekam 2004 vom American Institute of Architects den Twenty-five Year Award verliehen.

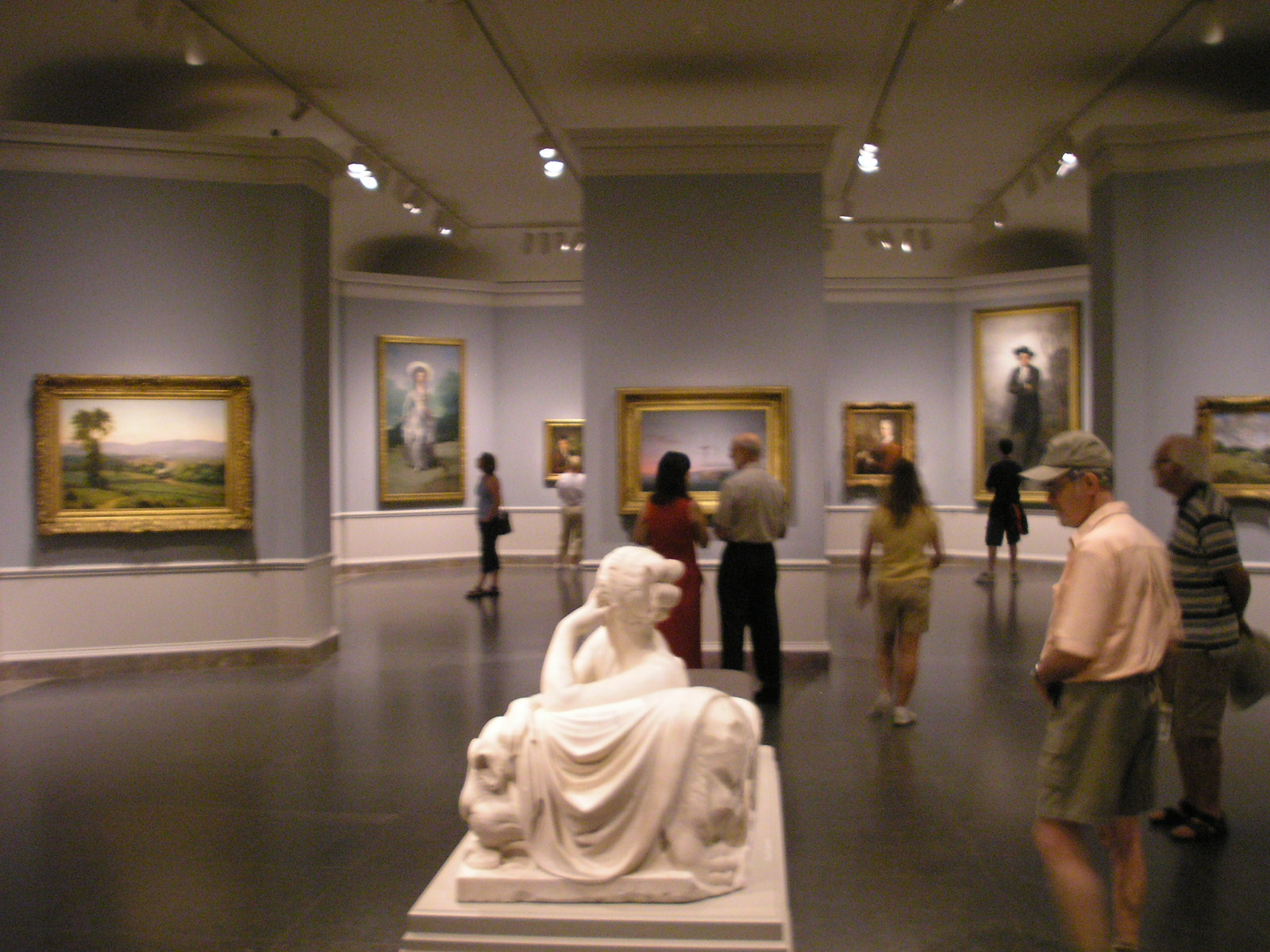
Ausstellungshalle des Westgebäudes mit europäischer Kunst
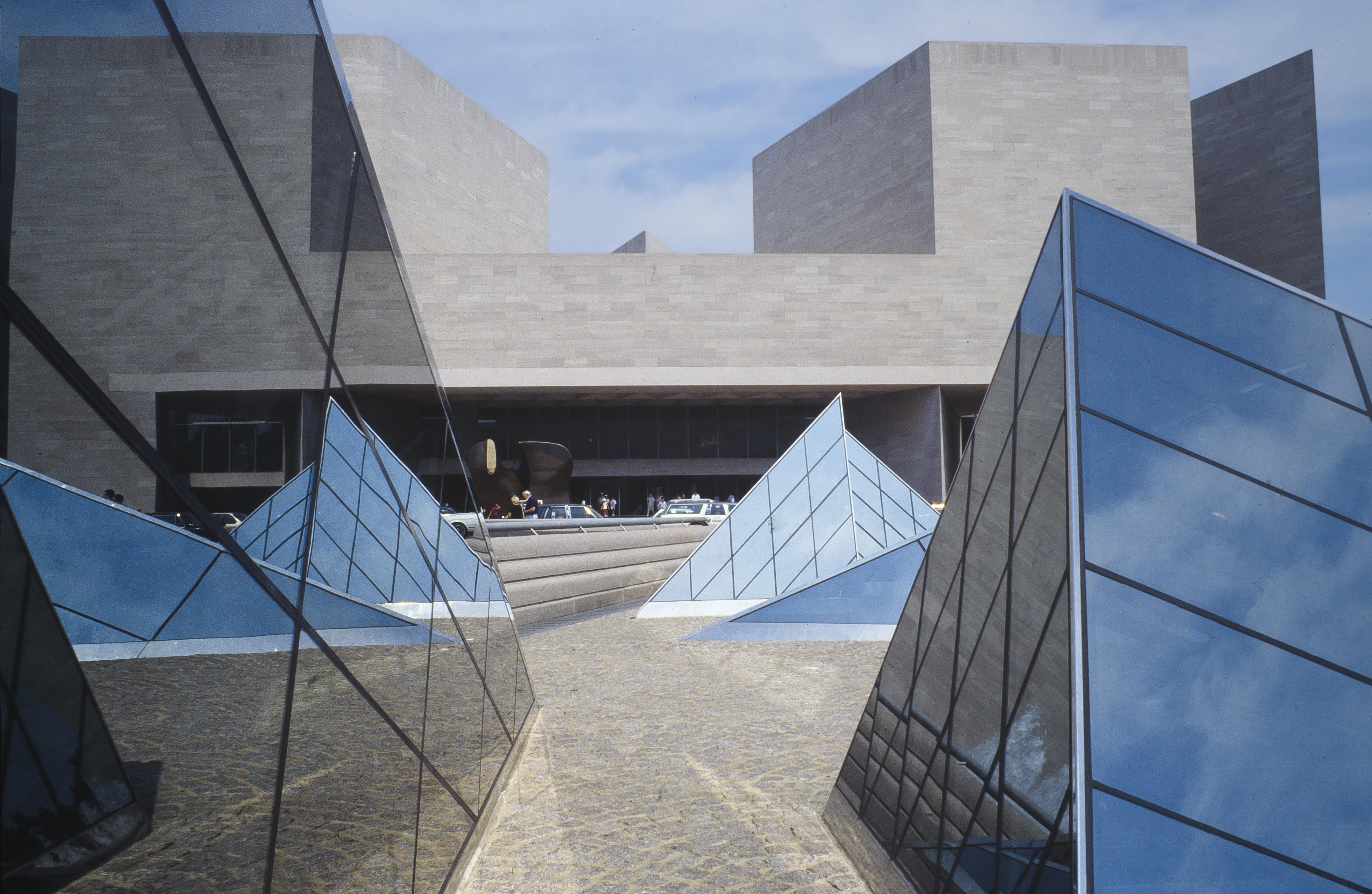
Das Ostgebäude des Museums von I. M. Pei
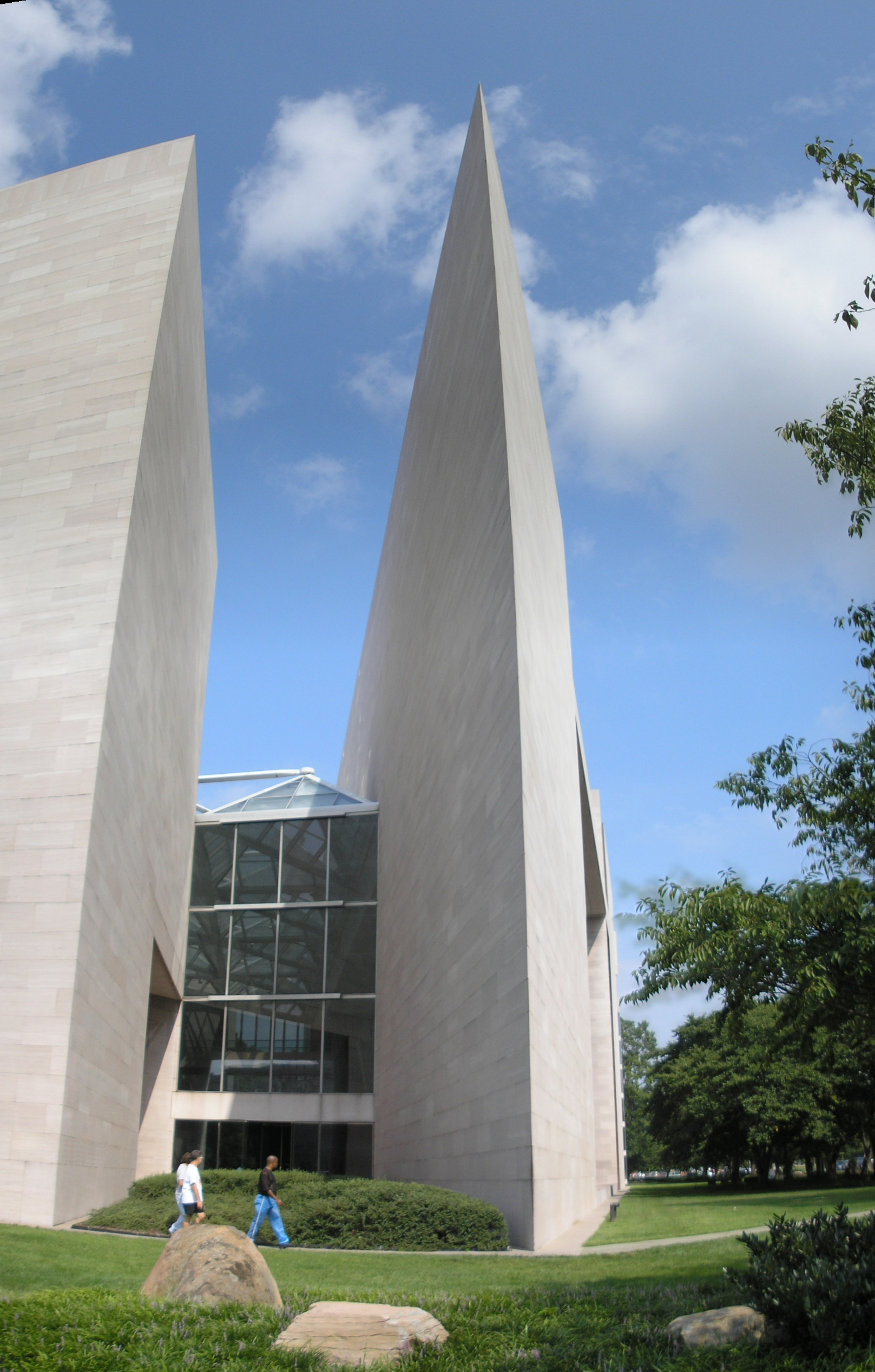
Detailansicht des Ostgebäudes
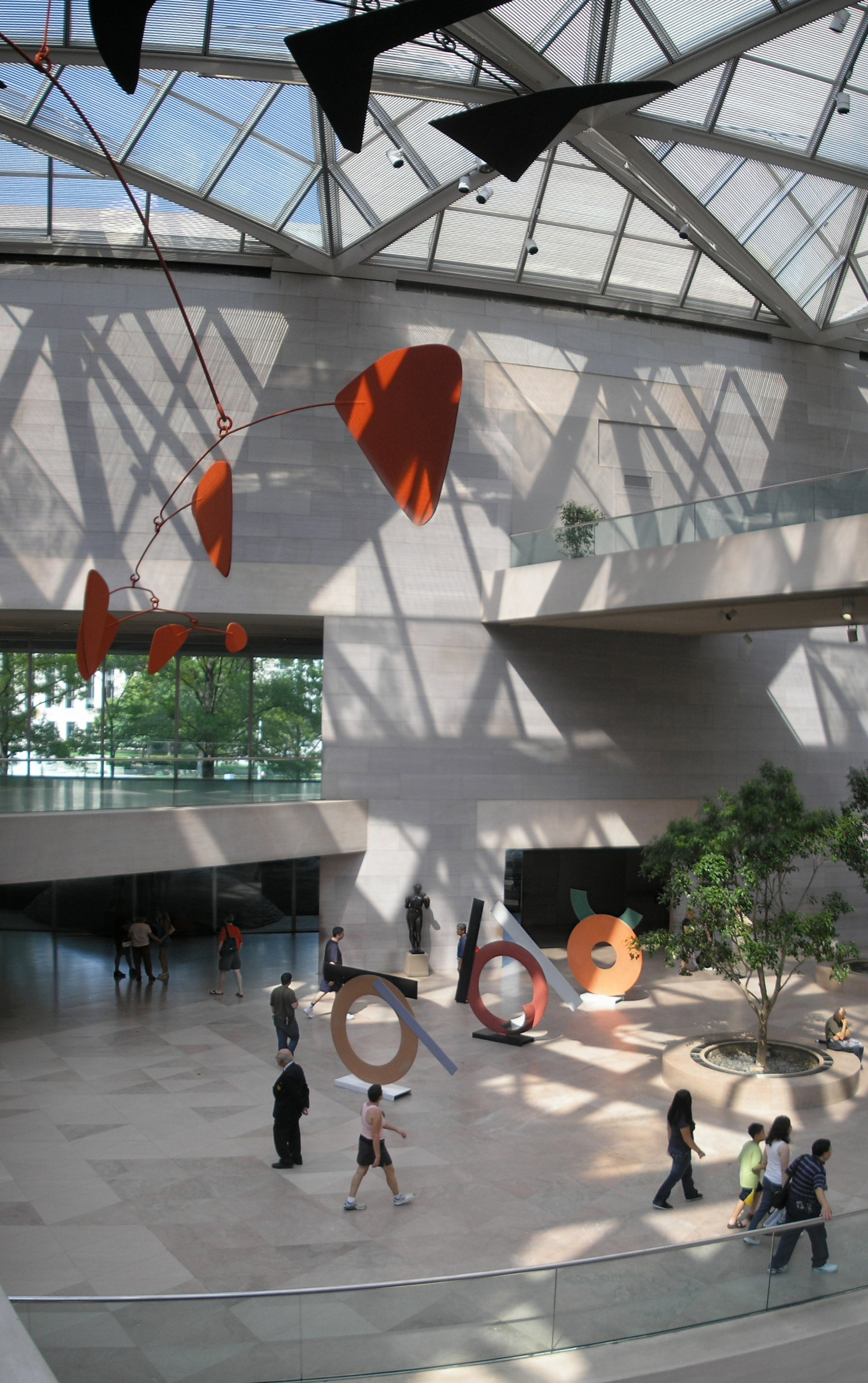
Atrium des Ostgebäudes mit einem dauerhaft installierten Mobile von Alexander Calder